# Радикальная партия Олега Ляшко
Радика́льная па́ртия Оле́га Ляшко́ (укр. Радикальна партія Олега Ляшка) — политическая партия Украины, возглавляемая Олегом Ляшко.

## Идеология
Партия выступает за проведение масштабных экономических и социальных реформ на территории Украины, активно пропагандирует украинскую культуру и украинское производство на весь мир. Также представители Радикальной партии довольно сдержанно относятся к сближению Украины с Европейским союзом, а некоторые иногда и вовсе делают антиевропейские и евроскептические заявления, называют евроинтеграцию «полным провалом» и предлагают восстановить отношения с Россией ради возрождения экономики, выступают против вступления Украины в НАТО.
Партия обещает очистить страну от олигархов «вилами», также предлагает более высокие налоги на продукцию, изготовленную олигархами, и кризисный налог на последних.
Радикальная партия хочет перевооружить Украину ядерным оружием и лоббирует прекращение войны на Донбассе путём применения силы.

## История

### Украинская Радикально-демократическая партия
Украинская радикально-демократическая партия была основана на учредительном съезде в Николаеве 18 августа 2010 года. Зарегистрирована Министерством юстиции Украины 28 сентября 2010 года. На момент основания партию возглавлял Владислав Телипко. По состоянию на 1 июня 2011 года была представлена в 24 из 27 регионов Украины.

### Радикальная партия Олега Ляшко
8 августа 2011 года лидером партии был избран внефракционный депутат Верховной рады Олег Ляшко, а партия изменила название на Радикальная партия Олега Ляшко.
7 августа 2012 года Радикальная партия провела свой предвыборный съезд, на котором были утверждены избирательный список из 197 человек и 30 кандидатов от партии в мажоритарных округах для участия парламентских выборах 2012 года. Сам лидер партии пошёл на выборы по мажоритарному округу № 208 в родной Черниговской области.
На парламентских выборах 2012 года партия сотрудничала с Конгрессом коренных народов Подкарпатской Руси, требовавшим автономии Закарпатья и признания русинов отдельным от украинцев народом.
По результатам выборов в Верховную Раду 2012 года Радикальная партия получила 1,08 % голосов избирателей. Избирательный барьер в 5 % партия преодолела только в Черниговской области (10,69 % и 5-е место). По всем остальным областям за Радикальную партию отдали свои голоса менее 2 % избирателей. В Верховной раде VII созыва партию представлял только её лидер Олег Ляшко, победивший в одномандатном округе № 208 (55,67 %).
5 марта 2014 года V внеочередной съезд Радикальной партии выдвинул Олега Ляшко кандидатом в президенты на выборах 25 мая 2014 года. По их результатам, Олег Ляшко занял 3-е место, получив 8,32 % голосов.
На выборах в Киевский городской совет в мае 2014 года в списках партии было несколько человек ранее состоявших в руководстве неонацистской Социал-национальной Ассамблеи.
|                                                                 |                                                          |
| Поддержка Радикальной партии на парламентских выборах 2012 года | Поддержка Олега Ляшко на президентских выборах 2014 года |

|                                                                               |
| Результат Радикальной партии Олега Ляшко на парламентских выборах в 2014 году |

По итогам парламентских выборов 26 октября 2014 года, партия получила 7,44 % (1 173 131 голосов) 4 ноября партия присоединилась к разработке «Блоком Петра Порошенко», «Народным фронтом», «Самопомощью» и «Батькивщиной» коалиционного соглашения, на переговорах её представлял Игорь Попов. 27 ноября была сформирована коалиция «Европейская Украина», получившая в своё распоряжение голоса 302 депутатов.
2 декабря представитель Радикальной партии Валерий Вощевский был назначен на должность вице-премьер-министра Украины по вопросам инфраструктуры. 11 декабря Верховная Рада Украины назначила представителей Радикальной партии Сергея Скуратовского и Сергея Рыбалку руководителями парламентских комитетов по вопросам строительства, градостроения и ЖКХ, а также по вопросам финансовой политики и банковской деятельности, за что проголосовало 247 народных депутатов.
1 сентября 2015 года Олег Ляшко объявил о выходе партии из коалиции и переходе в оппозицию в связи с тем, что во время голосования за законопроект о внесении изменений в Конституцию Украины в части децентрализации в первом чтении объединилась с «Оппозиционным блоком», а также «представителями олигархических групп». В связи с этим в отставку подали выдвинутые партией председатели трёх комитетов Верховной Рады и вице-премьер в правительстве.
По результатам прошедших осенью 2015 года региональных выборов партия заняла шестое место по количеству депутатов проведенных в местные органы власти (5,6 % от всех).
В сентябре 2016 года Национальное агентство по вопросам предотвращения коррупции на основании закона о государственном финансировании партии приняло решение выделить РПЛ 8,454 млн грн (25 % от общего размера ежегодного государственного финансирования).
20 февраля 2017 года Радикальная партия подписала с БПП и Народным фронтом совместную декларацию по итогам круглого стола «Единство ради победы». Согласно документу, её участники готовы объединиться вокруг общих ценностей и отбросить мелкие политические разногласия".
21 января 2019 года Радикальная партия выдвинула Олега Ляшко кандидатом в президенты Украины.

## Критика
Значительная часть украинских политологов и журналистов отмечают, что Радикальная партия, как и сам политик Олег Ляшко, является политическим проектом Сергея Лёвочкина.
Многие эксперты обвиняют партию и лично Олега Ляшко в чрезмерном популизме.
Директор социологической службы «Украинский барометр» Виктор Небоженко отмечает, что Ляшко не лидер собственной партии, популярность которой наращенная деньгами Фирташа и бывшей команды «Росукрэнерго».
По словам социолога Ирины Бекешкиной, электорат Ляшко это люди более молодого возраста, подверженные влиянию популизма и со сравнительно низким уровнем образования.
Деятельность данной партии запрещена в Донецкой Народной Республике.